# Szymon Sićko
Szymon Sićko (ur. 20 sierpnia 1997 w Dąbrowie Białostockiej) – polski piłkarz ręczny, występujący na pozycji lewego rozgrywającego, reprezentant kraju, od 2020 r. zawodnik Vive Kielce.

## Przebieg kariery
Wychowanek Szczypiorniaka Dąbrowa Białostocka. Następnie uczeń i gracz SMS Gdańsk. W sezonie 2015/2016, w którym rozegrał 26 meczów i zdobył 180 goli, zajął 2. miejsce w klasyfikacji najlepszych strzelców I ligi (grupa A). W 2016 został zawodnikiem Chrobrego Głogów. W sezonie 2016/2017, w którym rozegrał 32 mecze i rzucił 106 bramek, został nominowany do nagrody Gladiator w kategorii odkrycie Superligi.
W 2017 został zawodnikiem Vive Kielce, z którym podpisał czteroletni kontrakt. Bezpośrednio po transferze został wypożyczony na rok do TV Hüttenberg. W Bundeslidze zadebiutował 27 sierpnia 2017 w przegranym meczu z Magdeburgiem (26:33), w którym zdobył jednego gola. W sezonie 2017/2018 rozegrał 15 spotkań i rzucił pięć bramek. W 2018 został wypożyczony na dwa lata do Górnika Zabrze. W sezonie 2018/2019 wystąpił w 16 meczach, w których zdobył 21 goli.
W 2015 uczestniczył w mistrzostwach świata U-19 w Rosji, podczas których rozegrał siedem meczów i zdobył osiem goli. W 2016 wystąpił w mistrzostwach Europy U-20 w Danii, w których był obok Arkadiusza Moryty najlepszym strzelcem Polski U-20 – w siedmiu spotkaniach rzucił 31 bramek. W 2017 uczestniczył w turnieju kwalifikacyjnym do mistrzostw świata U-21, podczas którego wystąpił w trzech meczach i zdobył 14 goli.
W 2015 zaczął występować w reprezentacji Polski B. W maju 2017 został po raz pierwszy powołany przez trenera Piotra Przybeckiego do kadry A. Zadebiutował w niej 8 czerwca 2017 w przegranym meczu ze Szwecją (27:33). Pierwszą bramkę rzucił 28 grudnia 2018 w wygranym spotkaniu z Japonią (25:25, k. 4:3).

## Osiągnięcia
Indywidualne
- 2. miejsce w klasyfikacji najlepszych strzelców I ligi: 2015/2016 (180 bramek; SMS Gdańsk)[3]

## Statystyki
| SMS Gdańsk                    | 2014/2015 | I liga     | 7  | 19  | 2,7 |
| SMS Gdańsk                    | 2015/2016 | I liga     | 26 | 180 | 6,9 |
| SMS Gdańsk                    | Razem     | Razem      | 33 | 199 | 6,0 |
| Chrobry Głogów                | 2016/2017 | Superliga  | 32 | 106 | 3,3 |
| TV Hüttenberg                 | 2017/2018 | Bundesliga | 13 | 5   | 0,4 |
| Górnik Zabrze                 | 2018/2019 | Superliga  | 16 | 21  | 1,3 |
| Stan na koniec sezonu 2018/19 |           |            |    |     |     |